# عدد منحنی رواناب
عدد منحنی رواناب (که همچنین عدد منحنی یا به اختصار CN نامیده می‌شود) یک پارامتر تجربی است که در هیدرولوژی برای بیش بینی رواناب مستقیم یا مقدار نفوذ حاصل از مازاد بارش استفاده می‌شود. روش عدد منحنی توسط سازمان حفاظت منابع طبیعی USDA گسترش داده شده است که قبلاً سازمان حفاظت خاک یا (SCS) نامیده می‌شده است. این عدد هنوز به عنوان عدد منحنی رواناب SCS در مقالات مشهور است. عدد منحنی رواناب از تجزیه و تحلیل تجربی رواناب از حوضه‌های کوچک و نقشه شیب تبه‌ها تحت نظارت وزارت کشاورزی ایالات متحده توسعه داده شده است. عدد منحنی به‌طور گسترده استفاده شده است و یک روش مؤثر برای تعیین مقدار تقریبی رواناب مستقیم از یک بارش در یک منطقه خاص است.
عدد منحنی رواناب باتوجه به نوع گروه خاک منطقه هیدرولوژیک، استفاده از زمین، رفتار و وضعیت هیدرولوژیکی بایه گذاری شده است. منابع، از جمله از وزارت کشاورزی ایالات متحده اعداد منحنی رواناب برای توصیف بوشش زمین مشخص و یک گروه خاک هیدرولوژیکی را نشان می‌دهد.

## معادله رواناب
معادله رواناب عبارت است از:
در اینجا
Q مقدار رواناب و Pمقدار بارش است
S حداکثر پتانسیل حفظ رطوبت خاک است که بعد از رواناب شروع می‌شود.
I مقدار انتزاع اولیه است یا مقدار اب قبل از رواناب مانن نفوذ یا رهگیری بارش توسط بوشش گیاهی: از قبل این مقدار به‌طور کلی فرض شده است که IA برابر ۰٫۲ S است اگرچه تحقیقات اخیر یافته است که IA برابر است با 0.05 S که شاید یک رابطه مناسب تر و دقیق تر است.
عدد منحنی رواناب، CN, از رابطه زیر حاصل می‌شود
سی ان بازه‌ای بین ۳۰ تا ۱۰۰ دارد. شماره‌های بایین تر پتانسیل رواناب کمتر را نشان می‌دهد درحالیکه اعداد بزرگتر مربوط به افزایش پتانسیل رواناب می‌باشد. هرچه عدد منحنی بایین تر باشد، نفوذپذیری خاک بیشتر است. همان‌طور که می‌توان در معادله عدد منحنی دید، رواناب نمی‌تواند شروع تا انتزاع اولیه را ببیند. این مهم است که توجه داشته باشید که روش عدد منحنی یک محاسبه براساس واقعه رخ داده است و نباید برای یک مقدار بارش سالانه تنها استفاده شود چون این اشتباه اثرات مقدار رطوبت بیشین و ضرورت یک آستانه انتزاع اولیه را ازدست خواهد داد.

## انتخاب شماره منحنی
عدد NRCS به نوع خاک، قابلیت نفوذ خاک و استفاده از زمین و عمق فصلی بالابودن سطح اب مرتبط است. براساس توانایی خاک‌های مختلف برای نفوذ، NRCS خاک را به ۴ گروه خاک‌های هیدرولوژیکی تقسیم کرده است(HSGS) که آنها به شرح زیر تعریف شده است:
گروه‌های خاک هیدرولوژیکی نوع A(پتانسیل رواناب کم):خاک با سرعت نفوذ بالا حتی زمانیکه کاملاً مرطوب است. این خاک‌ها عمدتاً شامل عمق، شن‌های خوب زهکشی شده و ماسه‌ها. این خاک‌ها دارای نرخ بالای انتقال اب (سرعت نفوذ نهایی بیشتر از ۰٫۳ in/h است).
گروه‌های خاک هیدرولوژیکی نوع B خاک‌هایی با سرعت نفوذ متوسط که کاملاً مرطوب هستند. این خاک‌ها عمدتاً شامل خاک‌هایی با عمق متوسط، عمق زهکشی شده متوسط تا خوب زهکشی شده با بافت متوسط خوب تا بافت متوسط خیلی درشت. این خاک‌ها یک نرخ متعادل انتقال اب دارند. (نرخ نفوذ نهایی ۰٫۰۵ تا ۰٫۱۵ in/h است).
گروه خاک‌های هیدرولوژیکی نوع c :خاک با سرعت نفوذ کند زمانیکه کاملاً مرطوب است. این خاک‌ها عمدتاً شامل خاک‌ها با یک لایه که مانع از حرکت رو به بایین آب ویا خاک بابافت متوسط خوب تا خاک با بافت خوب هستند. این خاک‌ها یک نرخ انتقال اب کند دارند (نرخ نفوذ نهایی بین ۰٫۰۵ تا ۰٫۱۵ in/h است)
گروه خاک‌های هیدرولوژیکی نوع D(پتانسیل رواناب بالا):خاک‌ها با نرخ نفوذ خیلی کند کاملاً مرطوب هستند. این خاک‌ها عمدتاً شامل خاک رس با پتانسیل تورم بالا، خاک با سطح آب دایمی بالا، خاک با یک لایه رس در کف یا یک‌لایه رس در یا کنار سطح، و خاک کم عمق با مصالح تقریباً غیرقابل نفوذ. این خاک‌ها یک نرخ بسیار کند انتقال اب دارند (نرخ نهایی نفوذ کمتر از ۰٫۰۵ in/h است).
گزینش یک گروه هیدرولوژیکی خاک باید براساس اندازه‌گیری سرعت نفوذ، بررسی خاک (مانند وب سایت بررسی خاک NRCS),یا قضاوت از علوم خاک واجد شرایط ویا حرفه‌ای ژیوتکنیک انجام می‌شود. جدول زیر اعداد منحنی برای وضعیت ۲ رطوبت خاک بیشین را نشان می‌دهد (وضعیت رطوبت میانگین). برای تغییر شماره منحنی بر اساس شرایط رطوبت یا پارامترهای دیگر، بخش تنظیم CN را ببینید.